# Santibáñez de Tera
Santibáñez de Tera község Spanyolországban,  Zamora tartományban. Santibáñez de Tera Camarzana de Tera községgel határos. Lakosainak száma 358 fő (2024).

## Népesség
A település népessége az utóbbi években az alábbiak szerint változott:
| Lakosok száma | 611  | 605  | 542  | 493  | 450  | 420  | 393  | 383  | 360  | 358  |
|               | 2001 | 2004 | 2007 | 2009 | 2012 | 2014 | 2017 | 2019 | 2022 | 2024 |